# Domènec Balmanya
 (octobre 2014).
Si vous disposez d'ouvrages ou d'articles de référence ou si vous connaissez des sites web de qualité traitant du thème abordé ici, merci de compléter l'article en donnant les références utiles à sa vérifiabilité et en les liant à la section « Notes et références ».
Domènec Balmanya i Perera (né le 29 décembre 1914 à Gérone en Catalogne, Espagne et mort le 14 février 2002 à Barcelone) était un joueur professionnel de football qui devint ensuite entraîneur. Il fut sélectionneur de l'équipe nationale espagnole de 1966 à 1968.

## Carrière

### Joueur
- -1935 : Girona FC  Espagne
- 1935-1937 : FC Barcelone  Espagne
- 1937-1941 : FC Sète  France
- 1941-1944 : FC Barcelone  Espagne
- -1948 : Gimnàstic de Tarragona  Espagne
- 1948-1949 : UE Sant Andreu  Espagne
- 1949-1950 : Gimnàstic de Tarragona  Espagne

### Palmarès joueur
- Coupe d'espagne : 1942

### Entraîneur
- 1949-1950 : Gimnàstic de Tarragona  Espagne
- 1952-1953 : Girona FC  Espagne
- 1953-1954 : Real Saragosse  Espagne
- 1954-1955 : Real Oviedo  Espagne
- 1956-1958 : FC Barcelone  Espagne
- 1958-1960 : FC Sète  France
- 1960-1962 : Valence CF  Espagne
- 1963-1964 : Betis Séville  Espagne
- 1964-1965 : Málaga CF  Espagne
- 1965-1966 : Atlético de Madrid  Espagne
- 1966-1968 :  Espagne
- 1970-1971 : Real Saragosse  Espagne
- 1972-1974 : Cadix CF  Espagne
- 1975-1982 : UE Sant Andreu  Espagne

### Palmarès entraîneur
- Championnat d'Espagne : 1966
- Coupe d'espagne : 1957
- Coupe des villes de foires  : 1958